# Sexo por compasión
Sexo por compasión es una película hispanomexicana del año 2000 dirigida por la directora catalana Laura Mañá, y filmada en el estado de Tlaxcala. Fue seleccionada para ir al Festival de Sundance.

## Sinopsis
Dolores es una mujer madura y bondadosa, tan buena que el marido decide abandonarla. Entonces en un intento desesperado por recuperarlo decide tener relaciones con otro hombre del pueblo. Como reacción, sin embargo, todos los hombres del pueblo quieren conocer a Dolores -ahora Lolita- que, con su sexo por compasión, devolverá el color y la alegría a un pueblo que se encontraba hundido en la tristeza.

## Reparto
| Actor/Actriz        | Personaje            |
| ------------------- | -------------------- |
| Elisabeth Margon    | Lolita               |
| Álex Angulo         | Pepe                 |
| Pilar Bardem        | Berta                |
| Juan Carlos Colombo | Padre Anselmo        |
| Carmen Salinas      | La Madame            |
| Mariola Fuentes     | Floren               |
| Alicia Montoya      | Leocadia             |
| Damián Alcázar      | Hombre virgen        |
| José Sancho         | Manolo               |
| Eric Bonicatto      | Fernando             |
| Max Kerlow          | Vendedor de colmado  |
| Justo Martínez      | Leopoldo             |
| Ana Ofelia Murguía  | Vendedora de Colmado |
| Mercedes Olea       | Puta 3               |
| Rene Pereyra        | Carnicero            |

## Premios
- 45ª edición de los Premios Sant Jordi de Cinematografía (mejor ópera prima)[4]
- Festival de Málaga (mejor película y premio de la audiencia)[5]
- Festival Internacional de Cine en Guadalajara: Premio Mayahuel y premio de la audiencia[6]